# Vol Malaysian Airline System 684
Le vol Malaysian Airline System 684 est un vol international reliant l'aéroport de Singapour Changi à l'aéroport Sultan Abdul Aziz Shah, à Kuala Lumpur, en Malaisie. Le 18 décembre 1983, l'Airbus A300 assurant le vol s'est écrasé à 2 km de l'aéroport international de Subang, en Malaisie, sans faire aucune victime parmi les 247 passagers et membres d'équipage.

## Avion

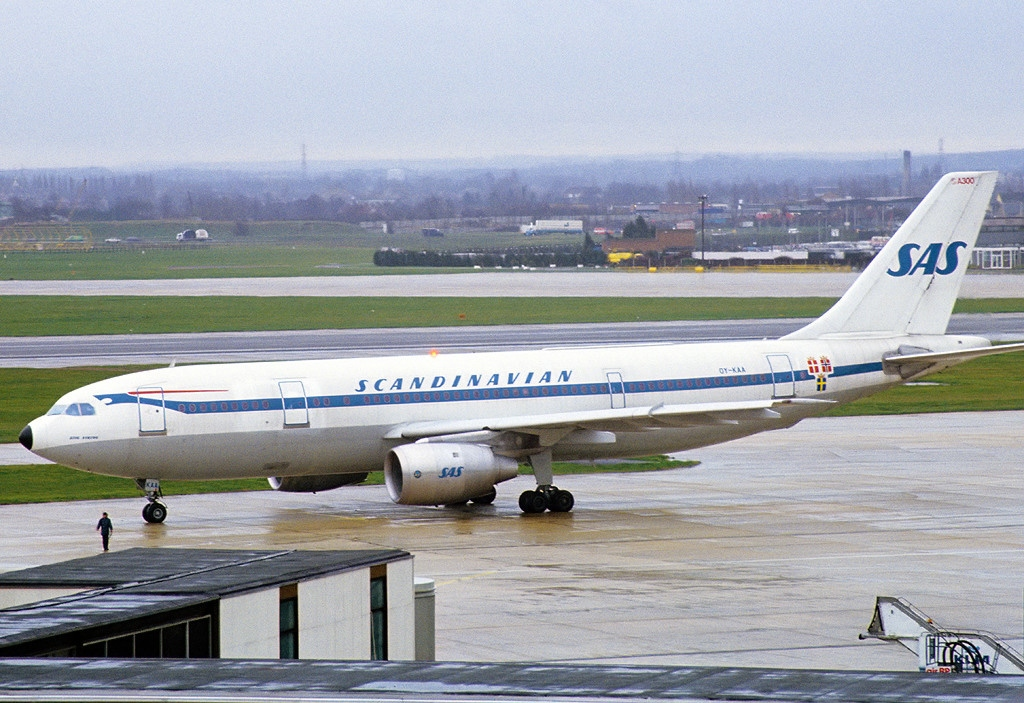
L'appareil impliqué, opérant alors pour Scandinavian Airlines System, photographié en 1982.

L'aéronef impliqué était un Airbus A300B4-120 immatriculé OY-KAA (numéro de série 122), qui a été fabriqué par Airbus Industrie en 1980. Cet avion gros-porteur moyen-courrier totalisait environ 3 907 heures de vol au moment de l'accident et était équipé de deux moteurs Pratt & Whitney JT9D-59A.

## Déroulement des faits
Le vol 684 a décollé de l'aéroport de Singapour-Changi le 18 décembre 1983, à 18h53 heure locale. À 19h20 heure locale, lors de la phase d'approche vers l'aéroport Sultan Abdul Aziz Shah, en Malaisie, l'équipage a été autorisé pour un atterrissage aux instruments malgré une mauvaise visibilité sur la piste (environ 450 m) en raison de la pluie.
La politique de la compagnie aérienne exigeait une visibilité d'au moins 800 m, mais le pilote a pris le contrôle des commandes et a commencé sa descente sans apercevoir la piste.
L'alarme de l'avertisseur de proximité du sol (GPWS) s'est alors déclenchée, puis l'appareil à heurté la cime de plusieurs arbres, avant de glisser sur 436 m puis de finir sa course contre un talus à 1200 m de la piste. Le train d'atterrissage et les 2 réacteurs ayant été arrachés sous le choc, l'appareil s'est embrasé juste après l'évacuation de tous les passagers et membres d'équipage.

## Cause de l'accident
La cause probable de ce crash a été attribuée à une erreur du commandant, qui n'a pas surveillé le taux de descente pendant l'approche dans des conditions météorologiques de vol aux instruments (IMC) et en poursuivant une approche en dessous des minima sans apercevoir la piste. 
De plus, l'équipage n'a pas allumé le système d'atterrissage aux instruments de l'avion en raison de l'augmentation de la charge de travail. Cela a été encore exacerbé par la différence de configuration des interrupteurs du poste de pilotage entre les A300 appartenant à Malaysian Airline System et celui de l'avion accidenté, que la compagnie avait loué auprès de Scandinavian Airlines System. 